# Giovani Domenico Santorini
Giovanni Domenico Santorini (Venecia, 6 de junio de 1681-7 de mayo de 1737) fue un anatomista veneciano, recordado por la realización de famosas disecciones, así como por su detallado trabajo de anatomía humana De chemicae anatomicae, donde proporciona descripciones de varias estructuras anatómicas.

## Estructuras anatómicas
Las estructuras detalladas en la obra de Santorini son:
- Cartílago de Santorini: cartílago de la laringe.
- Concha de Santorini: concha nasal superior (cornete).[1]
- Conducto de Santorini: conducto accesorio del páncreas.
- Fisuras de Santorini: fisuras verticales en la parte anterior del cartílago del meato acústico externo (conducto auditivo).
- Carúncula menor de Santorini: abertura del conducto pancreático accesorio al duodeno.
- Músculo de Santorini: manojo de fibras musculares que dibujan lateralmente el ángulo de la boca.
- Vena de Santorini: vena que pasa a través del agujero parietal y une el seno sagital superior con las venas del cuero cabelludo.
- Plexo de Santorini: plexo de venas encontrados en la Cueva de Retzius.